# برناردو كوينتانا مانسيلا
برناردو كوينتانا مانسيلا (بالإنجليزية: Bernardo Quintana Mansilla)‏ كاتب أساطير وطبيب تشيلي. اشتهر بعمله في جمع وتسجيل أساطير تشيلوتي لأرخبيل تشيلوي في جنوب تشيلي. أكسبه استخدامه للتصوير الشعاعي سمعة الساحر في شيلوي. كان كوينتانا من الروتاريين والبناء وكان متحالفًا سياسيًا مع الحزب الراديكالي. نشر كتابه Chiloé mitológico في عام 1972 وتمت الموافقة على هذا الكتاب في نفس العام لاستخدامه في المدارس الابتدائية التشيلية. 